# Callicercops iridocrossa
Callicercops iridocrossa är en fjärilsart som först beskrevs av Edward Meyrick 1938.  Callicercops iridocrossa ingår i släktet Callicercops och familjen styltmalar.
Artens utbredningsområde är Hongkong (Kina). Inga underarter finns listade i Catalogue of Life.